# Aït Baha
Aït Baha (en tamazight : Ayt Baha ⴰⵢⵜ ⴱⴰⵀⴰ) est une ville du Maroc. Elle est située dans la région de Souss-Massa, sur la route entre Tafraoute et Agadir.
Aït Baha est aussi le nom de la tribu qui fait partie de la confédération des tribus de Achtoukne, en amazighe Actukn.

## Économie
La ville abrite une cimenterie de la société Ciments du Maroc, filiale du groupe italien Italcementi.

## Personnalités
- Gérard Fauré
- Hassan iquioussen
- Abdelaziz Akhenouche

### Sources
- (en) Ait Baha sur le site de Falling Rain Genomics, Inc.